# Marcel Gimond
Marcel Antoine Gimond né le 27 avril 1894 à Tournon-sur-Rhône (Ardèche) et mort le 13 octobre 1961 à Nogent-sur-Marne (Val-de-Marne) est un sculpteur français.

## Biographie
Marcel Gimond fait ses études à Lyon, au lycée Ampère. En 1912, il entre dans l'atelier de modelage de Louis Prost à l'École des beaux-arts de Lyon où il est diplômé en 1917. 
Le 2 juin 1917, dans le 3e arrondissement de Lyon, il épouse Julie Chorel . Cette étudiante en modelage aux Beaux-Arts de Lyon est la nièce du sculpteur Jean Chorel, qui est témoin à leur mariage. Gimond la représente par les bustes Femme au turban (1930) et Paysanne de l'Ardèche (1940). 
Il travaille avec Aristide Maillol jusqu'en 1920. Il rencontre, à Cagnes-sur-mer, Auguste Renoir qui l'encourage.
Il participe au groupe des Ziniars, dès 1920 et à la création du Salon du Sud-Est à Lyon, avec ces peintres.
En 1922, il s'établit à Paris, dans l'ancien atelier d'Auguste Renoir, que son fils Jean Renoir met à sa disposition.
En 1922, il expose pour la première fois au Salon d'automne et au Salon des indépendants, auquel il participe régulièrement jusqu’en 1928. Depuis sa fondation en 1923, il est aussi présent au Salon des Tuileries.
En 1936, il livre les Fleurs sur le parvis des droits de l'homme (à gauche, face à la Tour Eiffel), dans les jardins du Trocadéro à Paris.
En 1940, Marcel Gimond quitte Paris pour s'installer en zone libre, à Lyon, puis à Aix-en-Provence où il retrouve des artistes amis ; il passe plusieurs étés à Saint-Félicien, chez le poète Charles Forot. 
De 1946 à 1960, il dirige un atelier de l'École des beaux-arts de Paris.
Marcel Gimond est connu pour ses bustes de personnalités politiques et artistiques. Il est le sculpteur officiel du président de la république Vincent Auriol. On lui doit également deux bas-reliefs situés dans le hall du journal L'Humanité, en hommage à Marcel Cachin et Gabriel Péri.
Après sa mort, le peintre lyonnais Roger Forissier, qu'il avait rencontré en 1957, fonde un comité pour perpétuer sa mémoire.
Un lycée polyvalent d'Aubenas (Ardèche) porte son nom.

## Style
L’artiste maîtrise l’art du portrait sculptural de la femme selon une large variété de techniques (bronze, grès, plâtre, terre cuite). Marcel Gimond est une figure majeure de la sculpture française, selon le site d'expertise France Estimations, notamment par ses statues et bustes de personnalités artistiques et politiques.
Spécialisé dans la création de bustes — il en a réalisé plus de 170 tout au long de sa carrière —, Marcel Gimond considérait le visage comme une architecture. Marcel Gimond et sa femme ont beaucoup voyagé pour voir dans les musées les chefs-d’œuvre des diverses civilisations antiques, des modèles classiques qui l'inspirent.  

## Œuvres
- France
  - Aubenas, château d'Aubenas.
  - Boulogne-Billancourt, musée des Années Trente.
  - Lyon, musée des Beaux-Arts.
  - Paris :
    - musée d'Art moderne : Saint Thomas d'Aquin ;
    - musée national d'Art moderne : Baigneuse couchée ;
    - parvis des droits de l'homme : Flore, 1936 ;

  - Saverne, château de Saverne : Buste de Louise Weiss.
  - Tournon :
    - château de Tournon : plusieurs bustes en bronze ;
    - lycée de Tournon : un buste de Gabriel Faure (1931) et un médaillon représentant Stéphane Mallarmé (1948)[18].

  - Troyes, musée d'Art moderne.
  - Villefranche-sur-Saône, musée Paul-Dini.

- Grèce
  - Athènes, Pinacothèque nationale : Tête, plâtre[19].

- Italie
  - Milan, Bibliothèque Ambrosienne : Saint Thomas d'Aquin, bronze.

### Publication
- Marcel Gimond, Comment je comprends la sculpture, Arted, édition d’Art, 1969.

## Récompenses
- 1924 : prix Blumenthal.
- 1937 : grand prix de l’Exposition universelle de Paris[10].
- 1957 : grand prix national des arts. Il est considéré comme l’un des derniers grands portraitistes du XXe siècle selon la galerie des modernes[20].

## Élèves notables
- Michel Averseng
- César Baldaccini, dit César
- Charles Béranger
- Maurice Calka
- Roland Chanco
- Joséphine Chevry
- Jacques Coquillay (né en 1935), de 1958 à 1960
- Charles Correia
- Eugène Dodeigne
- Charles Gadenne
- André Hogommat
- Alain Métayer
- Françoise Naudet
- Michel Serraz
- Philolaos Tloupas
- Mizui Yasuo
- Christos Capralos